# Helicoverpa pulverosa
Helicoverpa pulverosa är en fjärilsart som beskrevs av Walker 1857. Helicoverpa pulverosa ingår i släktet Helicoverpa och familjen nattflyn. Inga underarter finns listade i Catalogue of Life.